# プリズム

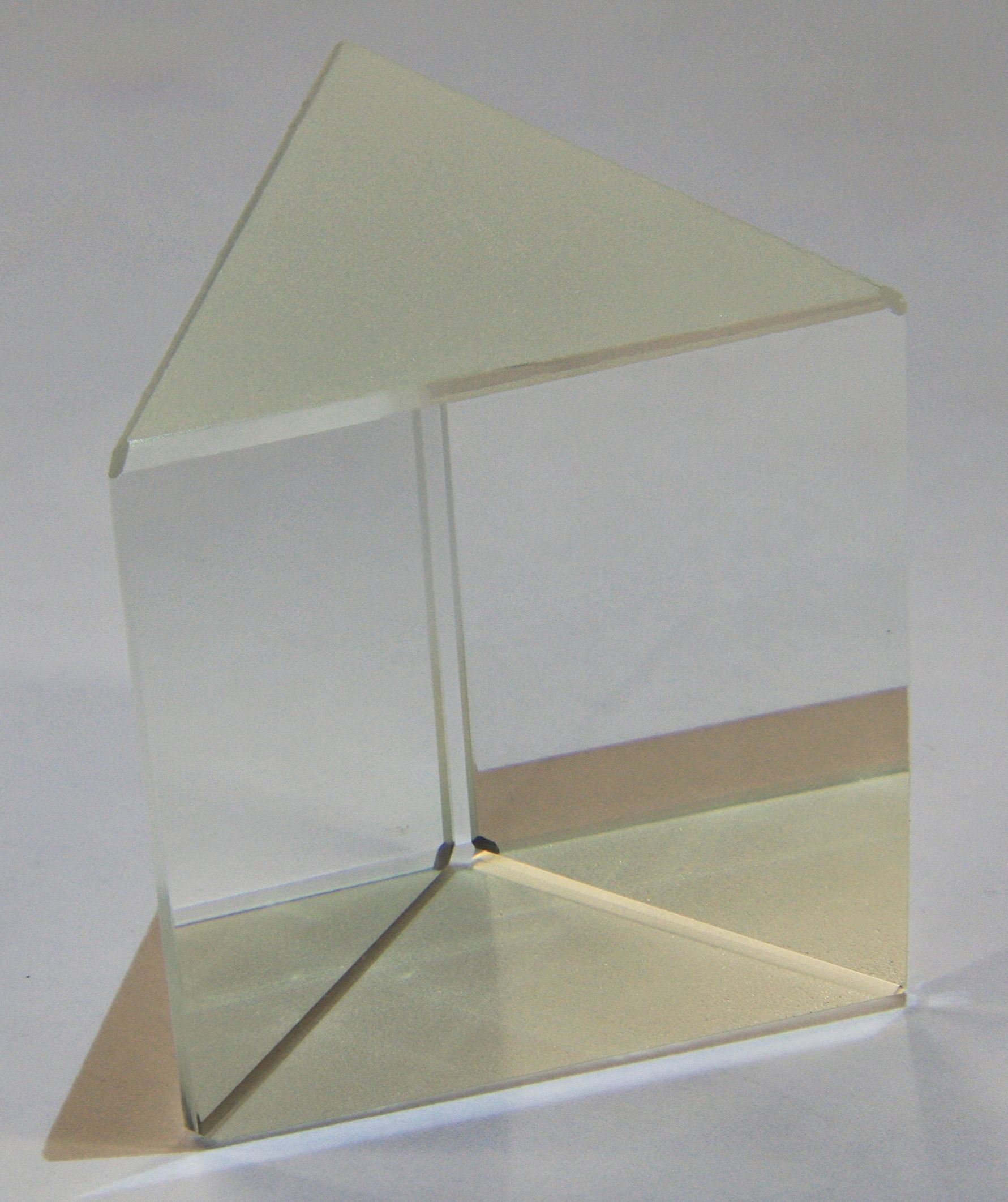
プリズム

プリズム（英語: prism）とは、光を分散・屈折・全反射・複屈折させるための光学素子であり、ガラス・水晶などの透明な媒質でできた多面体で、その面のうち少なくとも一組が平行でないものである。三角柱の形状をしたものが一般的である。
もとは「角柱」という意味の言葉であり、数学用語では角柱を意味する。日本語・漢語では一般に稜鏡（りょうきょう）、特に三角プリズムを三稜鏡（さんりょうきょう）と呼ぶ。

## 概要

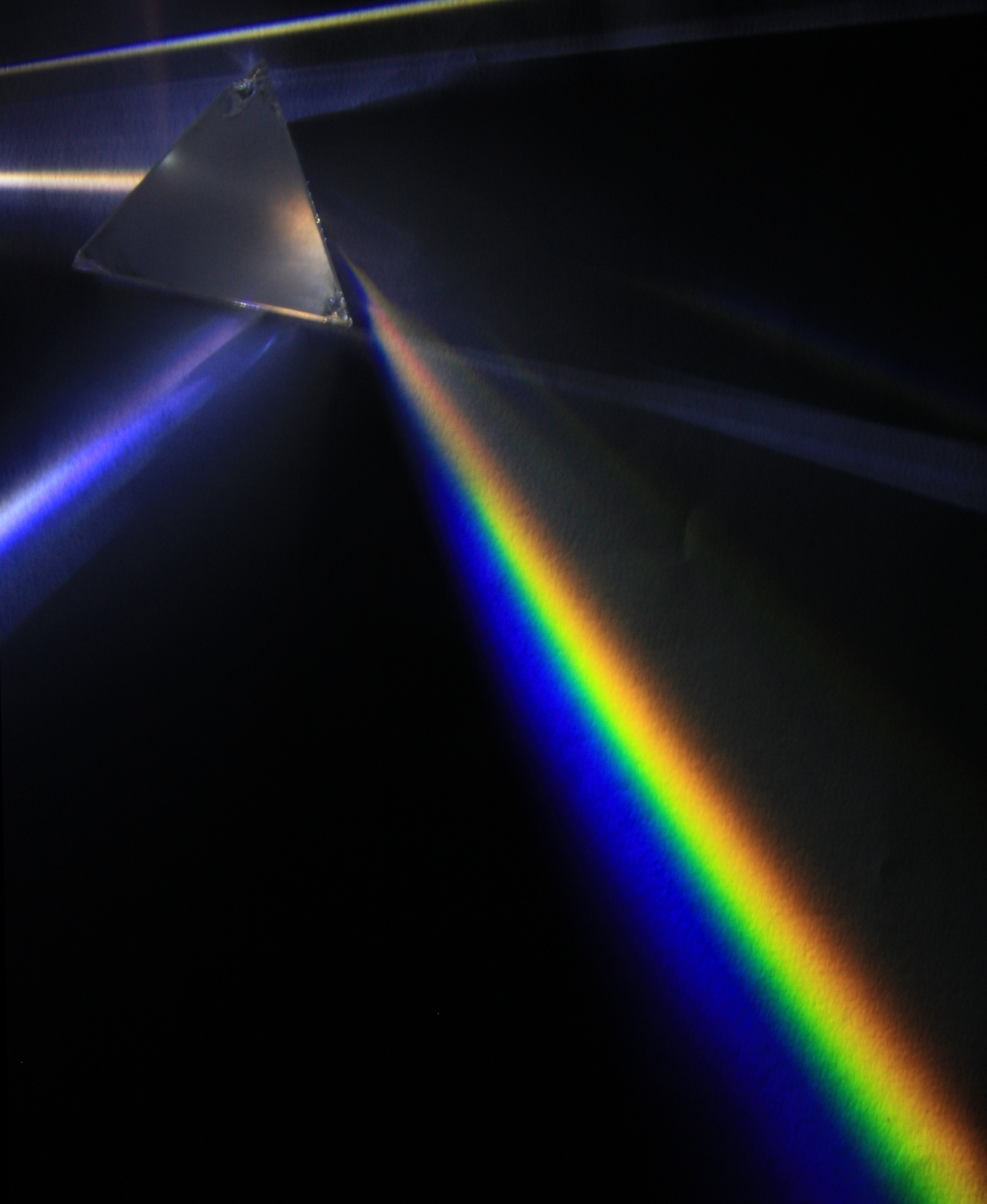
プリズムによる光の分散

材質の屈折率は、光の波長によって異なるため、プリズムを出る光の方向は波長によって変わる。この現象を分散という。光を分散させることによって、スペクトルを得ることができる。
プリズムは、内部での全反射を利用して、光の進む方向を変える用途にも用いられる。この場合、プリズムにおける光の入射 / 出射面は光の進む方向に垂直であり、屈折による光の分散は起こらない。例としては、双眼鏡内で像を反転させて正立像にするものや（ポロプリズム・ダハプリズム）、一眼レフカメラのファインダー内で、光軸を3回曲げて、ファインダーに導くもの（ペンタダハプリズム）などを挙げることができる。
大型のリング状プリズムなどは、灯台のフレネルレンズを補う物として、フレネルレンズの周囲に配置される物もある。
また、オートコリメータでは、反射型プリズムを用いて平行光の入射角を精密に測定し、光学機器や機械部品の角度評価に利用される。
プリズムの中には、偏光によって光の進む方向を分離する、あるいは一方向の偏光だけを透過するものもある。

## プリズムの分類

### 分光用途
- 三角プリズム（英語版）
- アッベプリズム（英語版）
- ペリン・ブローカプリズム（英語版）
- アミチプリズム（英語版）
- グリズム - 表面に回折格子を施した分光プリズム

### 光線の屈曲用途
- ペンタプリズム

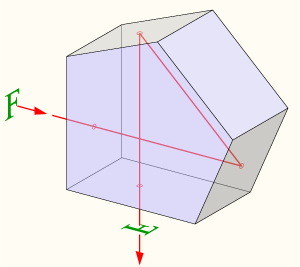
ペンタプリズム

- ポロプリズム - 180度回転し、後方にずれて投影される。
- ポロ・アッベプリズム（英語版） - 180度回転し、前方にずれて投影される。
- アッベ・コーニグプリズム - 180度回転し、入射光と同一線上の前方に投影される。
- シュミット・ペカンプリズム - 180度回転し、入射光と同一線上の前方に投影される。
- ドーブプリズム（英語版） - 上下反転し、前方にずれて投影される。
- ダイクロイックプリズム
- アミチ・ルーフプリズム（英語版） - 90度横に投影される。
- コーナーキューブ

### 偏光用途
- 全反射による分離
  - ニコルプリズム

ウォラストンプリズム

  - グラン・フォーカルトプリズム（英語版）
  - グラン・タイラープリズム（英語版）
  - グラン・トンプソンプリズム（英語版）
- 屈折による分離
  - ウォラストンプリズム
  - ロコンプリズム（英語版）
- フレネル菱面体